# Mario Petrone
Mario Petrone (Napoli, 20 marzo 1973) è un allenatore di calcio ed ex calciatore italiano, di ruolo difensore.

## Carriera

### Giocatore
Già calciatore professionista con le maglie di Campania e Casertana, si ritira dal calcio giocato all'età di 27 anni a causa di diversi infortuni.

### Allenatore
Nel 2000 inizia la sua carriera da allenatore sulla panchina del Capri Isola Azzurra, subentrando a 13 giornate dal termine in zone retrocessione, e raggiungendo il terzo posto.  L'anno successivo subentra sulla panchina del Calangianus. Dopo otto giornate e squadra in zone basse della classifica, termina la stagione vincendo il campionato di eccellenza, trionfo assoluto per uno dei tecnici più giovani d'Italia,  solo 26 anni. L'anno successivo con lo stesso Foot Ball Club Calangianus 1905 disputa il campionato di serie D, terminando al 6º posto. 
Nel 2003 passa al Tempio, venendo esonerato dopo poche giornate, lasciando la squadra al terzo posto. Il tempio terminerà la stagione nella stessa posizione in classifica.
Il 29 novembre 2005 sostituisce Virgilio Perra alla guida della Nuorese. In precedenza aveva allenato il St. Joseph, società con sede a Malta. A fine stagione la squadra viene promossa in Serie C2.
Nel 2007 viene ingaggiato dal Lumezzane. Il 15 aprile 2008 - reduce da una serie di cinque sconfitte consecutive - viene esonerato e sostituito da Leonardo Menichini.
Il 28 ottobre 2008 subentra sulla panchina del San Marino. Viene esonerato il 25 marzo 2009. Il 26 settembre viene ingaggiato dal Sanluri, in Serie D. Conclude la stagione al quarto posto.
Il 24 luglio 2010 torna a sedersi sulla panchina del San Marino. Il 28 ottobre 2011 rinnova il proprio contratto fino al 2013. Il 6 maggio 2012 il San Marino viene promosso in Prima Divisione. Il 2 ottobre viene sollevato dall'incarico.
Il 15 luglio 2013 passa sulla panchina del Bassano, in Lega Pro Seconda Divisione. Il 23 marzo 2014 la squadra ottiene - con cinque giornate d'anticipo - la promozione in Lega Pro. Il 18 maggio il Bassano si aggiudica anche la Supercoppa di Lega di Seconda Divisione.
Il 1º luglio 2014 sottoscrive un contratto biennale con l'Ascoli. Nonostante l'eliminazione subita ai play-off, il declassamento del Teramo per illecito sportivo porta all'ammissione dell'Ascoli in Serie B. Il 25 settembre 2015 rinnova il proprio contratto fino al 2017. Il 2 novembre viene sollevato dall'incarico..
Il 13 febbraio 2017 diventa il nuovo allenatore del Catania, militante nel girone C della Lega Pro, subentrando al tecnico Pino Rigoli, con un contratto a scadenza fine stagione con opzione per il secondo anno. Però l'esperienza sulla panchina etnea dura solo 3 partite perché l'8 marzo rassegna le dimissioni.
Il 26 marzo 2018 subentra sulla panchina del Pisa al posto dell'esonerato Michele Pazienza. A fine anno non viene confermato.
Il 25 marzo 2019 viene ingaggiato dal Rimini per le ultime 6 giornate di campionato. Petrone è il quarto tecnico stagionale del club biancorosso, che al momento dell'arrivo del tecnico campano occupava il penultimo posto del girone B della Serie C 2018-2019. Raggiunta la salvezza, a fine stagione viene inizialmente confermato, ma già a luglio – mese in cui il presidente Grassi annuncia un accordo per la cessione di un iniziale 30% delle quote societarie – la dirigenza lo sostituisce con Renato Cioffi.
Nel 2020 si accorda con la Santa Rita Vinces, squadra dell'Ecuador. L'anno successivo assume la guida degli honduregni del Real Sociedad.
Il 24 Novembre 2023 viene ufficializzato come nuovo allenatore del Budoni, squadra di Serie D, subentrando a Raffaele Cerbone. Il 5 marzo 2024, con la squadra penultima in classifica, viene sollevato dall'incarico per fare spazio al ritorno di Cerbone.

## Statistiche

### Statistiche da allenatore
Statistiche aggiornate al 26 maggio 2019.
| Stagione            | Squadra             | Campionato         | Campionato | Campionato | Campionato | Campionato | Coppe nazionali | Coppe nazionali | Coppe nazionali | Coppe nazionali | Coppe nazionali | Coppe continentali | Coppe continentali | Coppe continentali | Coppe continentali | Coppe continentali | Altre coppe | Altre coppe | Altre coppe | Altre coppe | Altre coppe | Totale | Totale | Totale | Totale | % Vittorie | Piazzamento      |
| Stagione            | Squadra             | Comp               | G          | V          | N          | P          | Comp            | G               | V               | N               | P               | Comp               | G                  | V                  | N                  | P                  | Comp        | G           | V           | N           | P           | G      | V      | N      | P      | %          | Piazzamento      |
| ------------------- | ------------------- | ------------------ | ---------- | ---------- | ---------- | ---------- | --------------- | --------------- | --------------- | --------------- | --------------- | ------------------ | ------------------ | ------------------ | ------------------ | ------------------ | ----------- | ----------- | ----------- | ----------- | ----------- | ------ | ------ | ------ | ------ | ---------- | ---------------- |
| feb.-giu. 2001      | Capri Isola Azzurra | Ecc.               | ?          | ?          | ?          | ?          | CI-Ecc.         | -               | -               | -               | -               | -                  | -                  | -                  | -                  | -                  | -           | -           | -           | -           | -           | 0      | 0      | 0      | 0      | —          | Sub., 3º         |
| 2001-2002           | Calangianus         | Ecc.               | 30         | 19         | 8          | 3          | CI-Ecc.         | ?               | ?               | ?               | ?               | -                  | -                  | -                  | -                  | -                  | -           | -           | -           | -           | -           | 30     | 19     | 8      | 3      | 63,33      | 1º (prom.)       |
| 2002-2003           | Calangianus         | D                  | 34         | 18         | 6          | 10         | CI-D            | 6               | 3               | 0               | 3               | -                  | -                  | -                  | -                  | -                  | -           | -           | -           | -           | -           | 40     | 21     | 6      | 13     | 52,50      | 7º               |
| Totale Calangianus  | Totale Calangianus  | Totale Calangianus | 64         | 37         | 14         | 13         |                 | 6               | 3               | 0               | 3               |                    | -                  | -                  | -                  | -                  |             | -           | -           | -           | -           | 70     | 40     | 14     | 16     | 57,14      |                  |
| 2004-2005           | Msida Saint-Joseph  | PL                 | 24         | 7          | 8          | 9          | CM              | 5               | 3               | 1               | 1               | -                  | -                  | -                  | -                  | -                  | -           | -           | -           | -           | -           | 29     | 10     | 9      | 10     | 34,48      | 8º               |
| nov. 2005-2006      | Nuorese             | D                  | 22+2       | 16+1       | 4          | 2+1        | CI-D            | 4               | 2               | 0               | 2               | -                  | -                  | -                  | -                  | -                  | -           | -           | -           | -           | -           | 28     | 19     | 4      | 5      | 67,86      | Sub., 1º (prom.) |
| 2006-2007           | Nuorese             | C2                 | 34+2       | 15         | 12+1       | 7+1        | CI-C            | 4               | 3               | 0               | 1               | -                  | -                  | -                  | -                  | -                  | -           | -           | -           | -           | -           | 40     | 18     | 13     | 9      | 45,00      | 4º               |
| Totale Nuorese      | Totale Nuorese      | Totale Nuorese     | 60         | 32         | 17         | 11         |                 | 8               | 5               | 0               | 3               |                    | -                  | -                  | -                  | -                  |             | -           | -           | -           | -           | 68     | 37     | 17     | 14     | 54,41      |                  |
| 2007.-apr. 2008     | Lumezzane           | C2                 | 31         | 14         | 6          | 11         | CI-C            | 4               | 1               | 1               | 2               | -                  | -                  | -                  | -                  | -                  | -           | -           | -           | -           | -           | 35     | 15     | 7      | 13     | 42,86      | Eson.            |
| ott. 2008-mar. 2009 | San Marino          | 2D                 | 17         | 5          | 6          | 6          | CI-LP           | -               | -               | -               | -               | -                  | -                  | -                  | -                  | -                  | -           | -           | -           | -           | -           | 17     | 5      | 6      | 6      | 29,41      | Sub., Eson.      |
| set. 2009-2010      | Sanluri             | D                  | 31+1       | 14         | 12+1       | 5          | CI-D            | -               | -               | -               | -               | -                  | -                  | -                  | -                  | -                  | -           | -           | -           | -           | -           | 32     | 14     | 13     | 5      | 43,75      | Sub., 4º         |
| 2010-2011           | San Marino          | 2D                 | 30+2       | 12+1       | 11         | 7+1        | CI+CI-LP        | 1+4             | 0+3             | 0+0             | 1+1             | -                  | -                  | -                  | -                  | -                  | -           | -           | -           | -           | -           | 37     | 16     | 11     | 10     | 43,24      | 5º               |
| 2011-2012           | San Marino          | 2D                 | 38         | 19         | 9          | 10         | CI-LP           | 5               | 2               | 1               | 2               | -                  | -                  | -                  | -                  | -                  | -           | -           | -           | -           | -           | 43     | 21     | 10     | 12     | 48,84      | 2º (prom.)       |
| lug.-sett. 2012     | San Marino          | 1D                 | 5          | 1          | 0          | 4          | CI+CI-LP        | 1+0             | 0+0             | 0+0             | 1+0             | -                  | -                  | -                  | -                  | -                  | -           | -           | -           | -           | -           | 6      | 1      | 0      | 5      | 16,67      | Eson.            |
| Totale San Marino   | Totale San Marino   | Totale San Marino  | 92         | 38         | 26         | 28         |                 | 11              | 5               | 1               | 5               |                    | -                  | -                  | -                  | -                  |             | -           | -           | -           | -           | 103    | 43     | 27     | 33     | 41,75      |                  |
| 2013-2014           | Bassano Virtus      | 2D                 | 34         | 20         | 9          | 5          | CI-LP           | 3               | 1               | 0               | 2               | -                  | -                  | -                  | -                  | -                  | SdL-2D      | 2           | 2           | 0           | 0           | 39     | 23     | 9      | 7      | 58,97      | 1º (prom.)       |
| 2014-2015           | Ascoli              | LP                 | 38+1       | 19         | 14         | 5+1        | CI-LP           | 4               | 3               | 0               | 1               | -                  | -                  | -                  | -                  | -                  | -           | -           | -           | -           | -           | 43     | 22     | 14     | 7      | 51,16      | 2º (prom.)       |
| 2015-nov. 2016      | Ascoli              | B                  | 11         | 3          | 1          | 7          | CI              | 1               | 0               | 0               | 1               | -                  | -                  | -                  | -                  | -                  | -           | -           | -           | -           | -           | 12     | 3      | 1      | 8      | 25,00      | Eson.            |
| Totale Ascoli       | Totale Ascoli       | Totale Ascoli      | 50         | 22         | 15         | 13         |                 | 5               | 3               | 0               | 2               |                    | -                  | -                  | -                  | -                  |             | -           | -           | -           | -           | 55     | 25     | 15     | 15     | 45,45      |                  |
| feb.-mar. 2017      | Catania             | LP                 | 3          | 1          | 1          | 1          | CI-LP           | -               | -               | -               | -               | -                  | -                  | -                  | -                  | -                  | -           | -           | -           | -           | -           | 4      | 1      | 1      | 2      | 25,00      | Sub., Eson.      |
| mar.-giu. 2018      | Pisa                | C                  | 5+2        | 3          | 0          | 2+2        | CI+CI-C         | -               | -               | -               | -               | -                  | -                  | -                  | -                  | -                  | -           | -           | -           | -           | -           | 7      | 3      | 0      | 4      | 42,86      | Sub., 3º         |
| mar.-giu. 2019      | Rimini              | C                  | 6+2        | 1+1        | 4          | 1+1        | CI-C            | -               | -               | -               | -               | -                  | -                  | -                  | -                  | -                  | -           | -           | -           | -           | -           | 8      | 2      | 4      | 2      | 25,00      | Sub., 18º        |
| ott.-dic. 2021      | Real Sociedad       | TA                 | 6          | 1          | 0          | 5          | -               | -               | -               | -               | -               | -                  | -                  | -                  | -                  | -                  | -           | -           | -           | -           | -           | 6      | 1      | 0      | 5      | 16,67      | Sub., Eson.      |
| nov. 2023-mar. 2024 | Budoni              | D                  | 13         | 1          | 3          | 9          | CI-D            | -               | -               | -               | -               | -                  | -                  | -                  | -                  | -                  | -           | -           | -           | -           | -           | 13     | 1      | 3      | 9      | &7,69      | Sub., Eson.      |
| Totale carriera     | Totale carriera     | Totale carriera    | 424        | 192        | 116        | 116        |                 | 42              | 21              | 3               | 18              |                    | -                  | -                  | -                  | -                  |             | 2           | 2           | 0           | 0           | 468    | 215    | 119    | 134    | 45,94      |                  |

## Palmarès

### Giocatore

#### Competizioni regionali
- Prima Categoria: 1

Capri Isola Azzurra: 1997-1998
- Promozione: 1

Capri Isola Azzurra: 1998-1999

### Allenatore

#### Competizioni nazionali
- Campionato italiano di Serie D: 1

Nuorese: 2005-2006 (Girone B)
- Lega Pro Seconda Divisione: 1

Bassano Virtus: 2013-2014 (Girone A)
- Supercoppa di Lega di Seconda Divisione: 1

Bassano Virtus: 2014

#### Competizioni regionali
- Eccellenza Sardegna: 1

Calangianus: 2001-2002